# 胡安娜·卡米利翁
胡安娜·卡米利翁·库卡罗（西班牙語：Juana Camilión Cúccaro，1999年3月22日—），西班牙女子篮球运动员，2023年欧洲杯三人篮球赛女子银牌得主、2024年夏季奥林匹克运动会女子三人篮球银牌得主。